# NGC 3137
NGC 3137 é uma galáxia espiral barrada (SBc) localizada na direcção da constelação de Antlia. Possui uma declinação de -29° 03' 49" e uma ascensão recta de 10 horas, 09 minutos e 07,4 segundos.
A galáxia NGC 3137 foi descoberta em 5 de Fevereiro de 1837 por John Herschel.